# Grupo de la Unión Parroquial de Independientes
El Grupo de la Unión Parroquial de Independientes (en catalán: Grup d'Unió Parroquial Independents, GUPI) fue un partido político progresista, de ámbito local en la parroquia de Ordino, en Andorra.

## Historia
En las elecciones comunales de 2003, el GUPI ganó dos de los diez escaños en Ordino. 
En las elecciones parlamentarias de 2005, el partido formó parte de una coalición (L'Alternativa) con el Partido Socialdemócrata (PS). La alianza ganó doce escaños.
El GUPI se mantuvo en la coalición con el Partido Socialdemócrata para las elecciones de 2009, y la coalición salió victoriosa, ganando 14 de los 28 escaños (el 50%). De esos 14, 2 escaños fueron del GUPI.
En 2011 empezaron las discrepancias entre el GUPI y el PS. El diputado del GUPI, Peter Babi, argumentaba que había desacuerdos con el PS y que no estaban llegando a una solución. Aun así en las elecciones de 2011 se repitió la coalición, pero el GUPI perdió a sus dos diputados. Sobre el 2012 la alianza se terminó y el GUPI se desintegró, manteniéndose algunos de sus miembros en otros partidos municipales de Ordino. 
En 2018 Esteve López Montanya, el antiguo líder del GUPI, estaba en las listas del Partido Socialdemócrata.